# 班代兰蒂
班代兰蒂是巴西圣卡塔琳娜州的一个市镇。总面积146.255平方公里，总人口3028人，人口密度20.7人/平方公里。